# Kauai
Kauai (havajsky Kauaʻi) je čtvrtý největší z osmi hlavních Havajských ostrovů, které se nacházejí v severovýchodní části Tichého oceánu. Žije zde asi 58 300 obyvatel (odhad z roku 2005) a ostrov má rozlohu 1430 km². Kauai je částí státu Havaj, který je 50. spolkovým státem Spojených států amerických. Název Kauai znamená doslova "místo za krkem" a je odvozen z legendy, že první vládce Havaje Hawaiiloa věnoval tento ostrov svému oblíbenému synovi, kterého v dětství rád nosil na ramenou.

## Geografie

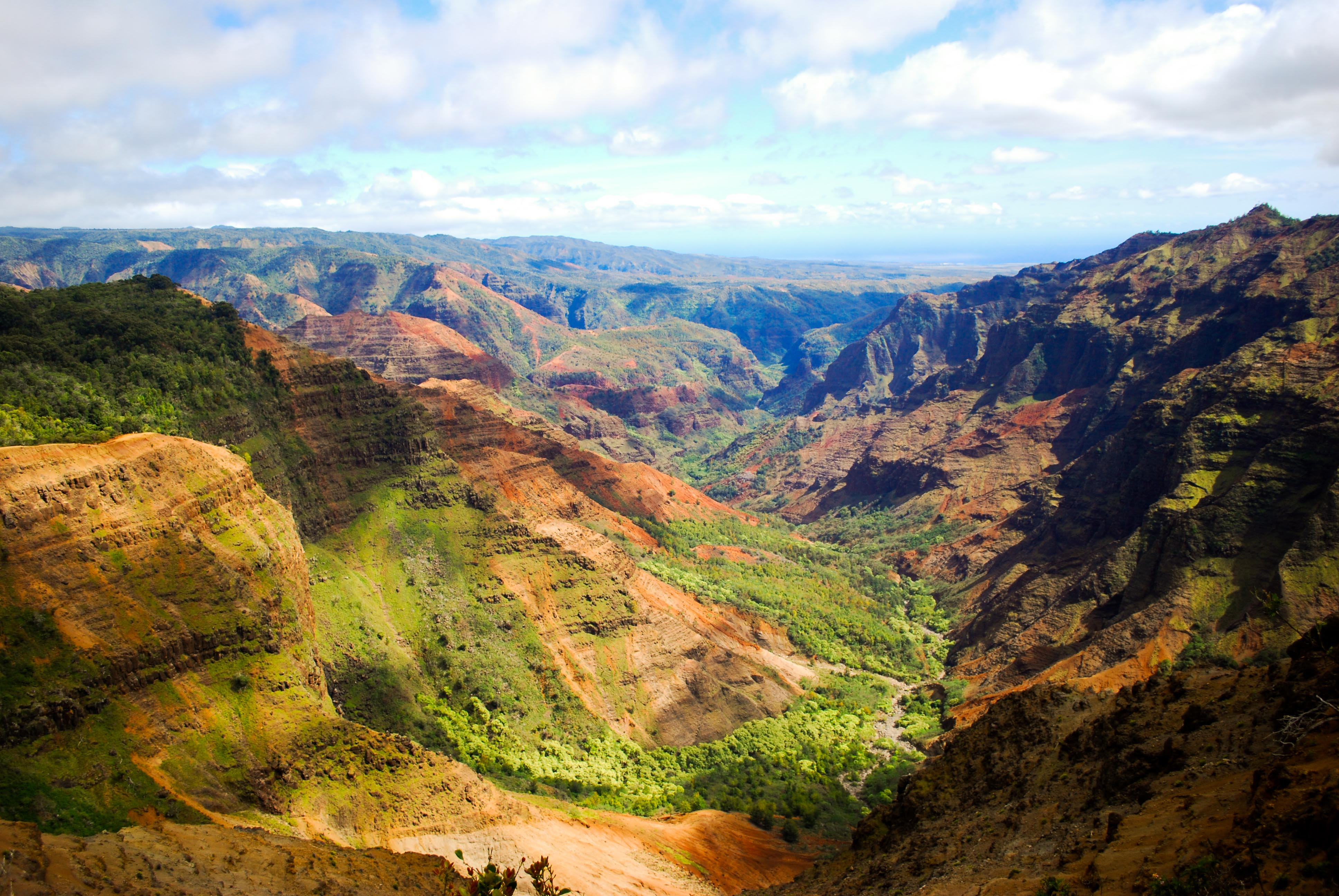
Kaňon řeky Waimea dosahuje až kilometrové hloubky

Kauai je vzdálen 170 km severozápadně od ostrova Oahu, na kterém leží hlavní město státu Honolulu. Klimatologickou raritou tohoto ostrova je hora Waialeale, vysoká 1560 m, kde v dlouhodobém průměru spadne za rok 12 344 mm dešťových srážek. Pasátové návětří této hory je tedy nejdeštivějším místem na světě. Kauai bývá nazýván Zahradní ostrov, pěstuje se na něm cukrová třtina, ananasy nebo kávovník. Hlavním zdrojem příjmů je turistika (přes milion návštěvníků ročně); ostrov láká malebnými vodopády a kaňony, je zde strmé skalnaté pobřeží Nuuanu Pali i tzv. Kapradinová jeskyně, v níž uzavírali sňatek domorodí náčelníci. Zdejší prostředí lákalo i hollywoodské filmaře, na Kauai vznikly filmy Jurský park, MASH nebo Dobyvatelé ztracené archy. Kuriozitou ostrova jsou všudypřítomné zdivočelé slepice (na Kauai nežijí žádné šelmy, takže je nic neohrožuje). Vyskytuje se zde také ohrožená endemická husa nene (Branta sandvicensis).
Nejdůležitější řekou je Wailua, jediná splavná řeka Havajských ostrovů, rovina kolem jejího dolního toku je důležitou zemědělskou oblastí. Většina osídlení je soustředěna na východním pobřeží zvaném Coconut Beach, kde leží administrativní centrum ostrova Lihue (6500 obyvatel) i jeho největší město, desetitisícová Kapaa. Na jihozápadě, u ústí stejnojmenné řeky, se nachází bývalé hlavní město Waimea. Severozápadní část Kauai je obtížně přístupná, hornatá a pokrytá deštným pralesem.

## Historie

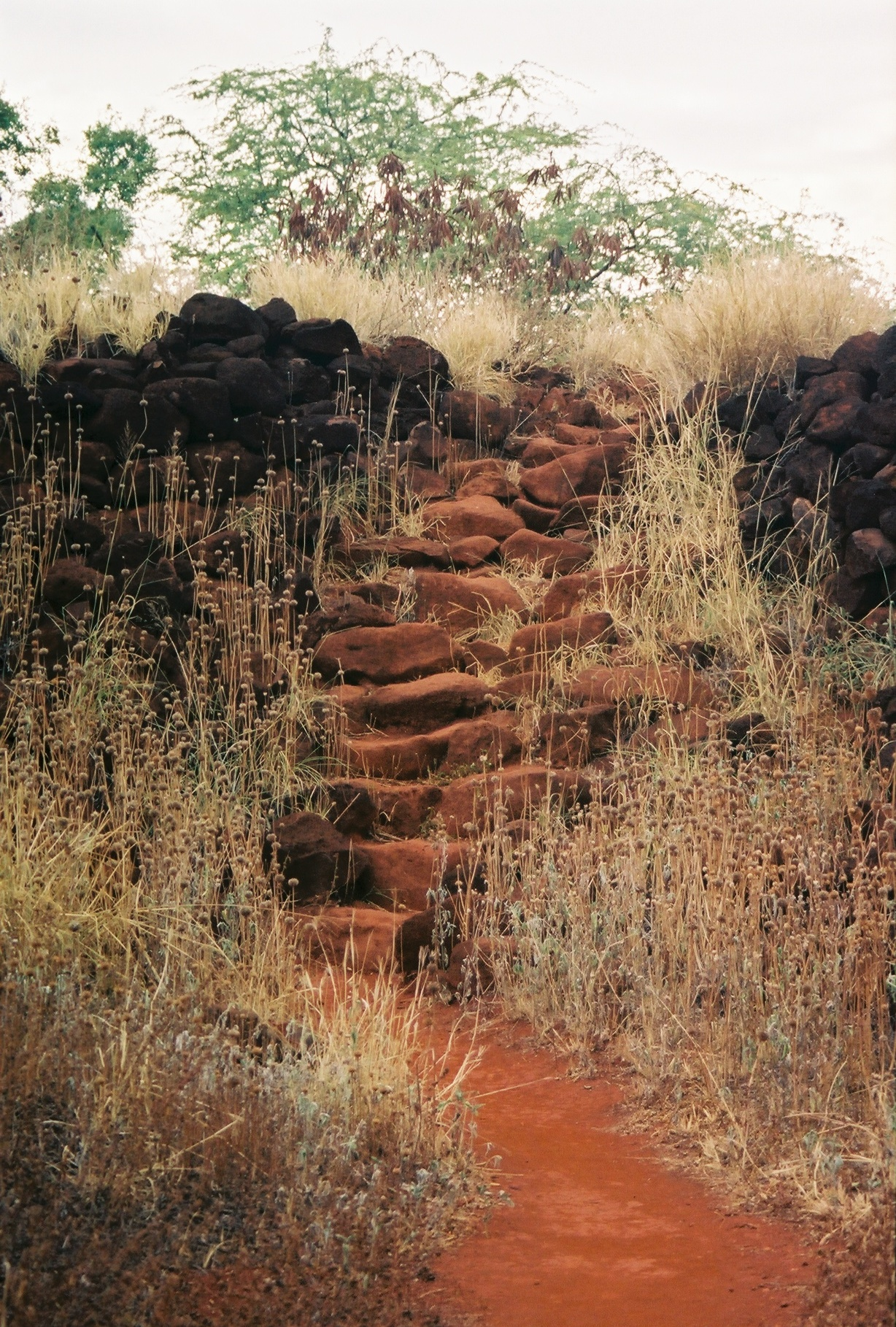
Zbytky ruské pevnosti

Za první obyvatele Kauai jsou považování Menehune, příslušníci protopolynéské civilizace, k níž bývají řazeni také novozélandští Moriori. Jsou jim připisovány megalitické stavby jako Niumalský příkop. Když kolem roku 1000 n. l. ovládla Havajské ostrovy vlna přistěhovalců z Tahiti (nazývaná pro odlišení od Menehune podle svých náčelníků Alii), uchýlili se původní obyvatelé na odlehlý Kauai, kde se zachoval jejich archaický dialekt, odrážející se také v místním pojmenování ostrova jako Taua'i - odtud někdejší ruské Атувай. Údajně žili potomci Menehune na ostrově ještě začátkem 19. století.
Zátoka Waimea byla prvním místem souostroví, které navštívil v roce 1778 kapitán James Cook. V té době bylo Kauai samostatným královstvím, které zahrnovalo i sousední ostrůvek Niihau. Na začátku 19. století se pokusil jeho panovník Kaumualii čelit snahám Kamehamehy I. o ovládnutí celé Havaje dost neobvykle - sblížením s Ruskem. Přátelské vztahy byly navázány roku 1804, kdy na Kauai zakotvil kapitán Adam Johann von Kruzenštern. V roce 1815 připlul na ostrov zaměstnanec Rusko-americké společnosti, lékař Georg Scheffer, který získal povolení vystavět na ostrově ruský opěrný bod - Alžbětinu pevnost nedaleko Waimey. V roce 1824 posílila ruské zájmy na Kauai návštěva mořeplavce Otty von Kotzebue. Královna Nomahana mu své sympatie vyjádřila dopisem, který ve své knize cituje Miloslav Stingl: "Zdravím tě, Ruse. Miluji tě z celého srdce. Prosím tě, abys mým jménem pozdravil i svého cara a celý tvůj ruský národ... Hlad mne nutí, abych už tento list skončila. Přeji ti, abys také mohl sníst hlavu svého selátka s chutí a rozkoší."
Panovník zbytku Havaje Kamehameha II. se rozhodl učinit kauaisko-ruskému spojenectví přítrž, nechal krále Kaumualiiho unést a doživotně internovat v Honolulu; tím jeho stát připojil ke své říši. Dnes jsou trosky Fort Elizabeth turistickou atrakcí.